# Партия «Про-Молдова»
Партия «Про Молдова» (рум. Pro Moldova) — правоцентристская политическая партия в Республике Молдова, основанная и возглавляемая бывшим председателем парламента Республики Молдова Андрианом Канду.

## История
Про Молдова появилась на политической сцене Республики Молдова 20 февраля 2020 года изначально в качестве парламентской группы. В силу возникших внутренних разногласии, Демократическую партию покинули 6 депутатов: Андриан Канду, Серджиу Сырбу, Элеонора Граур, Владимир Чеботарь, Григоре Репешчук и Корнелиу Падневич. Андриан Канду стал председателем парламентской группы Андриан Канду, а Серджиу Сырбу был назначен секретарём. Вскоре, 28 февраля 2020 года, депутат Георгий Брашовский примкнул к новому парламентскому политическому формированию.
Затем, 1 мая 2020 года, к данной группе присоединилась депутат Руксанда Главан. 8 мая 2020 года, на пресс-конференции проведенной Андрианом Канду, после призыва к солидарности, в контексте текущих событий, к созданию антиправительственного блока на парламентской платформе, к ним присоединились Елена Бакалу и Олег Сырбу. За ними последовала новая группа депутатов, которые присоединились к формированию 18 мая 2020 — Василий Бытка и Геннадий Вердеш, 9 июня - Ангел Агаке и 17 июня — Евфросиния Грецу. Фактически, все 14 депутатов были избраны по спискам Демократической партии на парламентских выборах проведенных в 2019 году.
22 июня 2020 года была зарегистрирована политическая партия «Pro Moldova», «современная правоцентристская партия, борющаяся за процветающую и справедливую Молдову для всех».
30 июня к фракции присоединился депутат от Социалистической партии Штефан Гацкан. Данный шаг был вызван неправильным управлением пандемией Коронавируса (COVID-19) со стороны правящей коалиции ПСРМ-ДПМ. Вскоре после этого Штефан Гацкан отказался от мандата депутата, и 9 июля 2020 он участвовал в заседании Парламента, где его прошение об отказе от мандата депутата от ПСРМ было отозвано.